# Listă de filme de comedie romantică
Aceasta este o listă de filme de comedie romantică după anul lansării:

## Înainte de 1950
| An   | Titlu                      | Regizor          | Țară                       | Gen/note         |
| ---- | -------------------------- | ---------------- | -------------------------- | ---------------- |
| 1924 | Girl Shy                   | Fred C. Newmeyer | Statele Unite ale Americii | [ 1 ]            |
| 1931 | City Lights                | Charlie Chaplin  | Statele Unite ale Americii | [ 2 ]            |
| 1932 | Trouble in Paradise        | Ernst Lubitsch   | Statele Unite ale Americii | [ 3 ]            |
| 1934 | It Happened One Night      | Frank Capra      | Statele Unite ale Americii | Screwball comedy |
| 1936 | My Man Godfrey             | Gregory La Cava  | Statele Unite ale Americii | Screwball comedy |
| 1937 | The Awful Truth            | Leo McCarey      | Statele Unite ale Americii | Screwball comedy |
| 1938 | Holiday                    | George Cukor     | Statele Unite ale Americii | [ 7 ]            |
| 1939 | Ninotchka                  | Ernst Lubitsch   | Statele Unite ale Americii | [ 8 ]            |
| 1940 | The Philadelphia Story     | George Cukor     | Statele Unite ale Americii | [ 9 ]            |
| 1940 | The Shop Around the Corner | Ernst Lubitsch   | Statele Unite ale Americii | [ 10 ]           |
| 1941 | The Lady Eve               | Preston Sturges  | Statele Unite ale Americii | Screwball comedy |
| 1942 | Woman of the Year          | George Stevens   | Statele Unite ale Americii | Sport            |
| 1949 | Adam's Rib                 | George Cukor     | Statele Unite ale Americii | [ 13 ]           |

## 1950 - 1969
| An   | Titlu                    | Regizor | Țară | Gen/note |
| ---- | ------------------------ | ------- | ---- | -------- |
| 1950 | Born Yesterday           |         |      |          |
| 1952 | Pat and Mike             |         |      |          |
| 1953 | Gentlemen Prefer Blondes |         |      |          |
| 1953 | Roman Holiday            |         |      |          |
| 1954 | Sabrina                  |         |      |          |
| 1955 | The Seven Year Itch      |         |      |          |
| 1957 | Desk Set                 |         |      |          |
| 1957 | Love in the Afternoon    |         |      |          |
| 1958 | Houseboat                |         |      |          |
| 1958 | Indiscreet               |         |      |          |
| 1959 | Pillow Talk              |         |      |          |
| 1960 | The Apartment            |         |      |          |
| 1961 | Breakfast at Tiffany's   |         |      |          |
| 1962 | That Touch of Mink       |         |      |          |
| 1963 | Irma La Douce            |         |      |          |
| 1967 | The Graduate             |         |      |          |
| 1968 | Sweet November           |         |      |          |

## 1970 - 1989
| An   | Titlu                   | Regizor          | Țară                       | Gen/note |
| ---- | ----------------------- | ---------------- | -------------------------- | -------- |
| 1971 | Harold and Maude        | Hal Ashby        | Statele Unite ale Americii |          |
| 1972 | Play It Again, Sam      | Herbert Ross     | Statele Unite ale Americii |          |
| 1977 | Annie Hall              | Woody Allen      | Statele Unite ale Americii |          |
| 1984 | Romancing the Stone     | Robert Zemeckis  | Statele Unite ale Americii |          |
| 1985 | The Jewel of the Nile   | Lewis Teague     | Statele Unite ale Americii |          |
| 1986 | Pretty in Pink          | Howard Deutch    | Statele Unite ale Americii |          |
| 1987 | Baby Boom               | Charles Shyer    | Statele Unite ale Americii |          |
| 1987 | Mannequin               | Michael Gottlieb | Statele Unite ale Americii |          |
| 1987 | Moonstruck              | Norman Jewison   | Statele Unite ale Americii |          |
| 1987 | Overboard               | Garry Marshall   | Statele Unite ale Americii |          |
| 1987 | The Princess Bride      | Rob Reiner       | Statele Unite ale Americii |          |
| 1988 | Coming to America       | John Landis      | Statele Unite ale Americii |          |
| 1988 | Working Girl            | Mike Nichols     | Statele Unite ale Americii |          |
| 1989 | When Harry Met Sally... | Rob Reiner       | Statele Unite ale Americii |          |

## Anii 1990
| An   | Titlu                        | Regizor             | Țară                                                  | Gen/note |
| ---- | ---------------------------- | ------------------- | ----------------------------------------------------- | -------- |
| 1990 | Green Card                   | Peter Weir          | Statele Unite ale Americii                            |          |
| 1990 | Pretty Woman                 | Garry Marshall      | Statele Unite ale Americii                            |          |
| 1991 | Doc Hollywood                | Michael Caton-Jones | Statele Unite ale Americii                            |          |
| 1992 | Boomerang                    | Reginald Hudlin     | Statele Unite ale Americii                            |          |
| 1992 | The Cutting Edge             | Paul Michael Glaser | Statele Unite ale Americii                            |          |
| 1993 | Sleepless in Seattle         | Nora Ephron         | Statele Unite ale Americii                            |          |
| 1994 | Four Weddings and a Funeral  | Mike Newell         | Regatul Unit al Marii Britanii și al Irlandei de Nord |          |
| 1994 | Only You                     | Norman Jewison      | Statele Unite ale Americii                            |          |
| 1995 | French Kiss                  | Lawrence Kasdan     | Statele Unite ale Americii                            |          |
| 1995 | Mighty Aphrodite             | Woody Allen         | Statele Unite ale Americii                            |          |
| 1995 | Nouă luni                    | Chris Columbus      | Statele Unite ale Americii                            |          |
| 1995 | Sabrina                      | Sydney Pollack      | Statele Unite ale Americii                            |          |
| 1995 | While You Were Sleeping      | Jon Turteltaub      | Statele Unite ale Americii                            |          |
| 1996 | One Fine Day                 | Michael Hoffman     | Statele Unite ale Americii                            |          |
| 1996 | The Truth About Cats & Dogs  | Michael Lehmann     | Statele Unite ale Americii                            |          |
| 1997 | As Good as It Gets           | James L. Brooks     | Statele Unite ale Americii                            |          |
| 1997 | Fools Rush In                | Andy Tennant        | Statele Unite ale Americii                            |          |
| 1997 | My Best Friend's Wedding     | P.J. Hogan          | Statele Unite ale Americii                            |          |
| 1997 | Out to Sea                   | Martha Coolidge     | Statele Unite ale Americii                            |          |
| 1997 | Picture Perfect              | Glenn Gordon Caron  | Statele Unite ale Americii                            |          |
| 1998 | Overnight Delivery           | Jason Bloom         | Statele Unite ale Americii                            |          |
| 1998 | There's Something About Mary | Farrelly brothers   | Statele Unite ale Americii                            |          |
| 1998 | The Wedding Singer           | Frank Coraci        | Statele Unite ale Americii                            |          |
| 1998 | You've Got Mail              | Nora Ephron         | Statele Unite ale Americii                            |          |
| 1999 | 10 Things I Hate About You   | Gil Junger          | Statele Unite ale Americii                            |          |
| 1999 | American Pie                 | Paul Weitz          | Statele Unite ale Americii                            |          |
| 1999 | The Bachelor                 | Gary Sinyor         | Statele Unite ale Americii                            |          |
| 1999 | Never Been Kissed            | Raja Gosnell        | Statele Unite ale Americii                            |          |
| 1999 | Notting Hill                 | Roger Michell       | Regatul Unit al Marii Britanii și al Irlandei de Nord |          |
| 1999 | Runaway Bride                | Garry Marshall      | Statele Unite ale Americii                            |          |
| 1999 | She's All That               | Robert Iscove       | Statele Unite ale Americii                            |          |
| 1999 | Three to Tango               | Damon Santostefano  | Statele Unite ale Americii                            |          |

## Anii 2000
| An   | Titlu                                   | Regizor                          | Țară | Gen/note |
| ---- | --------------------------------------- | -------------------------------- | --- | -------- |
| 2000 | Coyote Ugly                             | David McNally                    | Statele Unite ale Americii                                                                                                 |          |
| 2000 | Keeping the Faith                       | Edward Norton                    | Statele Unite ale Americii                                                                                                 |          |
| 2000 | Return to Me                            | Bonnie Hunt                      | Statele Unite ale Americii                                                                                                 |          |
| 2000 | What Women Want                         | Nancy Meyers                     | Statele Unite ale Americii                                                                                                 |          |
| 2001 | America's Sweethearts                   | Joe Roth                         | Statele Unite ale Americii                                                                                                 |          |
| 2001 | Bridget Jones's Diary                   | Sharon Maguire                   | Statele Unite ale Americii · Regatul Unit al Marii Britanii și al Irlandei de Nord · Republica Irlanda · Franța            |          |
| 2001 | The Brothers                            | Gary Hadwick                     | Statele Unite ale Americii                                                                                                 |          |
| 2001 | Get Over It                             | Tommy O'Haver                    | Statele Unite ale Americii                                                                                                 |          |
| 2001 | Head over Heels                         | Mark Waters                      | Statele Unite ale Americii                                                                                                 |          |
| 2001 | Heartbreakers                           | David Mirkin                     | Statele Unite ale Americii                                                                                                 |          |
| 2001 | Kate & Leopold                          | James Mangold                    | Statele Unite ale Americii                                                                                                 |          |
| 2001 | Serendipity                             | Peter Chelsom                    | Statele Unite ale Americii                                                                                                 |          |
| 2001 | Shallow Hal                             | Farrelly brothers                | Statele Unite ale Americii · Germania                                                                                      |          |
| 2001 | Someone Like You                        | Tony Goldwyn                     | Statele Unite ale Americii                                                                                                 |          |
| 2001 | Two Can Play That Game                  | Mark Brown                       | Statele Unite ale Americii                                                                                                 |          |
| 2001 | The Wedding Planner                     | Adam Shankman                    | Statele Unite ale Americii                                                                                                 |          |
| 2002 | Maid in Manhattan                       | Wayne Wang                       | Statele Unite ale Americii                                                                                                 |          |
| 2002 | My Big Fat Greek Wedding                | Joel Zwick                       | Statele Unite ale Americii · Canada · Grecia                                                                               |          |
| 2002 | Sweet Home Alabama                      | Andy Tennant                     | Statele Unite ale Americii                                                                                                 |          |
| 2002 | The Sweetest Thing                      | Roger Kumble                     | Statele Unite ale Americii                                                                                                 |          |
| 2002 | Two Weeks Notice                        | Marc Lawrence                    | Statele Unite ale Americii · Australia                                                                                     |          |
| 2003 | Deliver Us from Eva                     | Gary Hardwick                    | Statele Unite ale Americii                                                                                                 |          |
| 2003 | The Fighting Temptations                | Jonathan Lynn                    | Statele Unite ale Americii                                                                                                 |          |
| 2003 | How to Lose a Guy in 10 Days            | Donald Petrie                    | Statele Unite ale Americii · Germania                                                                                      |          |
| 2003 | Just Married                            | Shawn Levy                       | Statele Unite ale Americii · Germania                                                                                      |          |
| 2003 | Love Actually                           | Richard Curtis                   | Regatul Unit al Marii Britanii și al Irlandei de Nord · Statele Unite ale Americii · Franța                                |          |
| 2003 | Something's Gotta Give                  | Nancy Meyers                     | Statele Unite ale Americii                                                                                                 |          |
| 2003 | Under the Tuscan Sun                    | Audrey Wells                     | Statele Unite ale Americii                                                                                                 |          |
| 2003 | What a Girl Wants                       | Dennie Gordon                    | Statele Unite ale Americii                                                                                                 |          |
| 2004 | 13 Going on 30                          | Gary Winick                      | Statele Unite ale Americii                                                                                                 |          |
| 2004 | 50 First Dates                          | Peter Segal                      | Statele Unite ale Americii                                                                                                 |          |
| 2004 | Along Came Polly                        | John Hamburg                     | Statele Unite ale Americii                                                                                                 |          |
| 2004 | Bride and Prejudice                     | Gurinder Chadha                  | Regatul Unit al Marii Britanii și al Irlandei de Nord · Statele Unite ale Americii · India                                 |          |
| 2004 | Bridget Jones: The Edge of Reason       | Beeban Kidron                    | Regatul Unit al Marii Britanii și al Irlandei de Nord · Franța · Germania · Republica Irlanda · Statele Unite ale Americii |          |
| 2004 | Chasing Liberty                         | Andy Cadiff                      | Statele Unite ale Americii                                                                                                 |          |
| 2004 | A Cinderella Story                      | Mark Rosman                      | Statele Unite ale Americii                                                                                                 |          |
| 2004 | Eating Out                              | Q. Allan Brocka                  | Statele Unite ale Americii                                                                                                 |          |
| 2004 | Laws of Attraction                      | Peter Howitt                     | Republica Irlanda · Regatul Unit al Marii Britanii și al Irlandei de Nord · Germania                                       |          |
| 2004 | The Prince and Me                       | Martha Coolidge                  | Statele Unite ale Americii                                                                                                 |          |
| 2004 | Surviving Christmas                     | Mike Mitchell                    | Statele Unite ale Americii                                                                                                 |          |
| 2004 | Wimbledon                               | Richard Loncraine                | Regatul Unit al Marii Britanii și al Irlandei de Nord                                                                      |          |
| 2004 | Win a Date with Tad Hamilton!           | Robert Luketic                   | Statele Unite ale Americii                                                                                                 |          |
| 2005 | The 40-Year-Old Virgin                  | Judd Apatow                      | Statele Unite ale Americii                                                                                                 |          |
| 2005 | Fever Pitch                             | Farrelly brothers                | Statele Unite ale Americii                                                                                                 |          |
| 2005 | Hitch                                   | Andy Tennant                     | Statele Unite ale Americii                                                                                                 |          |
| 2005 | Imagine Me & You                        | Ol Parker                        | Regatul Unit al Marii Britanii și al Irlandei de Nord · Statele Unite ale Americii                                         |          |
| 2005 | Just Friends                            | Roger Kumble                     | Statele Unite ale Americii                                                                                                 |          |
| 2005 | Just like Heaven                        | Mark Waters                      | Statele Unite ale Americii                                                                                                 |          |
| 2005 | Little Manhattan                        | Mark Levin and Jennifer Flackett | Statele Unite ale Americii                                                                                                 |          |
| 2005 | A Lot like Love                         | Nigel Cole                       | Statele Unite ale Americii                                                                                                 |          |
| 2005 | Monster-in-Law                          | Robert Luketic                   | Statele Unite ale Americii                                                                                                 |          |
| 2005 | Must Love Dogs                          | Gary David Goldberg              | Statele Unite ale Americii                                                                                                 |          |
| 2005 | Rumor Has It                            | Rob Reiner                       | Statele Unite ale Americii                                                                                                 |          |
| 2005 | Wedding Crashers                        | David Dobkin                     | Statele Unite ale Americii                                                                                                 |          |
| 2005 | The Wedding Date                        | Clare Kilner                     | Statele Unite ale Americii                                                                                                 |          |
| 2006 | The Break-Up                            | Peyton Reed                      | Statele Unite ale Americii                                                                                                 |          |
| 2006 | Eating Out 2: Sloppy Seconds            | Phillip J. Bartell               | Statele Unite ale Americii                                                                                                 |          |
| 2006 | Failure to Launch                       | Tom Dey                          | Statele Unite ale Americii                                                                                                 |          |
| 2006 | The Holiday                             | Nancy Meyers                     | Statele Unite ale Americii                                                                                                 |          |
| 2006 | Just My Luck                            | Donald Petrie                    | Statele Unite ale Americii                                                                                                 |          |
| 2006 | Love and Other Disasters                | Alek Keshishian                  | Regatul Unit al Marii Britanii și al Irlandei de Nord · Franța                                                             |          |
| 2006 | You, Me and Dupree                      | Anthony and Joe Russo            | Statele Unite ale Americii                                                                                                 |          |
| 2007 | Because I Said So                       | Michael Lehmann                  | Statele Unite ale Americii                                                                                                 |          |
| 2007 | Enchanted                               | Kevin Lima                       | Statele Unite ale Americii                                                                                                 |          |
| 2007 | Good Luck Chuck                         | Mark Helfrich                    | Statele Unite ale Americii                                                                                                 |          |
| 2007 | The Heartbreak Kid                      | Peter & Bobby Farrelly           | Statele Unite ale Americii                                                                                                 |          |
| 2007 | I Think I Love My Wife                  | Chris Rock                       | Statele Unite ale Americii                                                                                                 |          |
| 2007 | Knocked Up                              | Judd Apatow                      | Statele Unite ale Americii                                                                                                 |          |
| 2007 | Music and Lyrics                        | Marc Lawrence                    | Statele Unite ale Americii                                                                                                 |          |
| 2007 | Sydney White                            | Joe Nussbaum                     | Statele Unite ale Americii                                                                                                 |          |
| 2008 | 27 Dresses                              | Anne Fletcher                    | Statele Unite ale Americii                                                                                                 |          |
| 2008 | The Accidental Husband                  | Griffin Dunne                    | Statele Unite ale Americii                                                                                                 |          |
| 2008 | Definitely, Maybe                       | Adam Brooks                      | Statele Unite ale Americii                                                                                                 |          |
| 2008 | Fool's Gold                             | Andy Tennant                     | Statele Unite ale Americii · Australia                                                                                     |          |
| 2008 | Forgetting Sarah Marshall               | Nicholas Stoller                 | Statele Unite ale Americii                                                                                                 |          |
| 2008 | How to Lose Friends & Alienate People   | Robert B. Weide                  | Regatul Unit al Marii Britanii și al Irlandei de Nord                                                                      |          |
| 2008 | Made of Honor                           | Paul Weiland                     | Statele Unite ale Americii                                                                                                 |          |
| 2008 | Mamma Mia!                              | Phyllida Lloyd                   | Regatul Unit al Marii Britanii și al Irlandei de Nord · Statele Unite ale Americii · Suedia                                |          |
| 2008 | Management                              | Stephen Belber                   | Statele Unite ale Americii                                                                                                 |          |
| 2008 | My Best Friend's Girl                   | Howard Deutch                    | Statele Unite ale Americii                                                                                                 |          |
| 2008 | Nick & Norah's Infinite Playlist        | Peter Sollett                    | Statele Unite ale Americii                                                                                                 |          |
| 2008 | The Other End of the Line               | James Dodson                     | Statele Unite ale Americii                                                                                                 |          |
| 2008 | Over Her Dead Body                      | Jeff Lowell                      | Statele Unite ale Americii                                                                                                 |          |
| 2008 | Picture This                            | Stephen Herek                    | Statele Unite ale Americii                                                                                                 |          |
| 2008 | Sex and the City                        | Michael Patrick King             | Statele Unite ale Americii                                                                                                 |          |
| 2008 | What Happens in Vegas                   | Tom Vaughan                      | Statele Unite ale Americii                                                                                                 |          |
| 2008 | Yes Man                                 | Peyton Reed                      | Statele Unite ale Americii                                                                                                 |          |
| 2008 | Zack and Miri Make a Porno              | Kevin Smith                      | Statele Unite ale Americii                                                                                                 |          |
| 2009 | 500 Days of Summer                      | Marc Webb                        | Statele Unite ale Americii                                                                                                 |          |
| 2009 | American Pie Presents: The Book of Love | John Putch                       | Statele Unite ale Americii                                                                                                 |          |
| 2009 | Bride Wars                              | Gary Winick                      | Statele Unite ale Americii                                                                                                 |          |
| 2009 | Confessions of a Shopaholic             | P. J. Hogan                      | Statele Unite ale Americii                                                                                                 |          |
| 2009 | Couples Retreat                         | Peter Billingsley                | Statele Unite ale Americii                                                                                                 |          |
| 2009 | Did You Hear About the Morgans?         | Marc Lawrence                    | Statele Unite ale Americii                                                                                                 |          |
| 2009 | Duplicity                               | Tony Gilroy                      | Statele Unite ale Americii                                                                                                 |          |
| 2009 | Eating Out 3: All You Can Eat           | Glenn Gaylord                    | Statele Unite ale Americii                                                                                                 |          |
| 2009 | Ghosts of Girlfriends Past              | Mark Waters                      | Statele Unite ale Americii                                                                                                 |          |
| 2009 | He's Just Not That Into You             | Ken Kwapis                       | Statele Unite ale Americii                                                                                                 |          |
| 2009 | I Hate Valentine's Day                  | Nia Vardalos                     | Statele Unite ale Americii                                                                                                 |          |
| 2009 | I Love You Beth Cooper                  | Chris Columbus                   | Statele Unite ale Americii                                                                                                 |          |
| 2009 | It's Complicated                        | Nancy Meyers                     | Statele Unite ale Americii                                                                                                 |          |
| 2009 | My Life in Ruins                        | Donald Petrie                    | Statele Unite ale Americii                                                                                                 |          |
| 2009 | Play the Game                           | Marc Fienberg                    | Statele Unite ale Americii                                                                                                 |          |
| 2009 | The Proposal                            | Anne Fletcher                    | Statele Unite ale Americii                                                                                                 |          |
| 2009 | The Rebound                             | Bart Freundlich                  | Statele Unite ale Americii                                                                                                 |          |
| 2009 | The Ugly Truth                          | Robert Luketic                   | Statele Unite ale Americii                                                                                                 |          |

## Anii 2010
| An   | Titlu                          | Regizor                                  | Țară                                            | Gen/note      |
| ---- | ------------------------------ | ---------------------------------------- | ----------------------------------------------- | ------------- |
| 2010 | The Back-up Plan               | Alan Poul                                | Statele Unite ale Americii                      |               |
| 2010 | The Bounty Hunter              | Andy Tennant                             | Statele Unite ale Americii                      |               |
| 2010 | Easy A                         | Will Gluck                               | Statele Unite ale Americii                      |               |
| 2010 | Going the Distance             | Nanette Burstein                         | Statele Unite ale Americii                      |               |
| 2010 | How Do You Know                | James L. Brooks                          | Statele Unite ale Americii                      |               |
| 2010 | Just Wright                    | Sanaa Hamri                              | Statele Unite ale Americii                      |               |
| 2010 | Killers                        | Robert Luketic                           | Statele Unite ale Americii                      |               |
| 2010 | Leap Year                      | Anand Tucker                             | Statele Unite ale Americii                      |               |
| 2010 | Letters to Juliet              | Gary Winick                              | Statele Unite ale Americii                      |               |
| 2010 | Life as We Know It             | Greg Berlanti                            | Statele Unite ale Americii                      |               |
| 2010 | My Sassy Girl 2                | Joe Ma                                   | Republica Populară Chineză                      | [ 14 ]        |
| 2010 | Sex and the City 2             | Michael Patrick King                     | Statele Unite ale Americii                      |               |
| 2010 | She's Out of My League         | Jim Field Smith                          | Statele Unite ale Americii                      |               |
| 2010 | The Switch                     | Josh Gordon Will Speck                   | Statele Unite ale Americii                      |               |
| 2010 | Valentine's Day                | Garry Marshall                           | Statele Unite ale Americii                      |               |
| 2010 | When in Rome                   | Mark Steven Johnson                      | Statele Unite ale Americii                      |               |
| 2011 | Crazy, Stupid, Love.           | Glenn Ficarra John Requa                 | Statele Unite ale Americii                      |               |
| 2011 | Eating Out 4: Drama Camp       | Q. Allan Brocka                          | Statele Unite ale Americii                      |               |
| 2011 | From Prada to Nada             | Angel Gracia                             | Statele Unite ale Americii                      |               |
| 2011 | I Don't Know How She Does It   | Douglas McGrath                          | Statele Unite ale Americii                      |               |
| 2011 | Just Go with It                | Dennis Dugan                             | Statele Unite ale Americii                      |               |
| 2011 | Larry Crowne                   | Tom Hanks                                | Statele Unite ale Americii                      |               |
| 2011 | New Year's Eve                 | Garry Marshall                           | Statele Unite ale Americii                      |               |
| 2011 | Something Borrowed             | Luke Greenfield                          | Statele Unite ale Americii                      |               |
| 2011 | Summer Love Love               | Wilson Kwok-wai Chin                     | Republica Populară Chineză · Hong Kong          |               |
| 2011 | Take Me Home Tonight           | Michael Dowse                            | Statele Unite ale Americii                      |               |
| 2011 | What's Your Number?            | Mark Mylod                               | Statele Unite ale Americii                      |               |
| 2012 | American Reunion               | Jon Hurwitz Hayden Schlossberg           | Statele Unite ale Americii                      |               |
| 2012 | Eating Out 5: The Open Weekend | Q. Allan Brocka                          | Statele Unite ale Americii                      |               |
| 2012 | Exit Strategy                  | Michael Whitton                          | Statele Unite ale Americii                      |               |
| 2012 | The Five-Year Engagement       | Nicholas Stoller                         | Statele Unite ale Americii                      |               |
| 2012 | Friends with Kids              | Jennifer Westfeldt                       | Statele Unite ale Americii                      |               |
| 2012 | One Small Hitch                | John Burgess                             | Statele Unite ale Americii                      |               |
| 2012 | Ruby Sparks                    | Jonathan Dayton Valerie Faris            | Statele Unite ale Americii                      |               |
| 2012 | Silver Linings Playbook        | David O. Russell                         | Statele Unite ale Americii                      |               |
| 2012 | Think Like a Man               | Tim Story                                | Statele Unite ale Americii                      |               |
| 2012 | This Means War                 | McG                                      | Statele Unite ale Americii                      |               |
| 2012 | Playing for Keeps              | Gabriele Muccino                         | Statele Unite ale Americii                      |               |
| 2013 | About Time                     |                                          |                                                 |               |
| 2013 | Admission                      |                                          |                                                 |               |
| 2013 | The Best Plan Is No Plan       | Patrick Kong                             | Hong Kong                                       | [ 15 ]        |
| 2013 | The Callback Queen             |                                          |                                                 |               |
| 2013 | Dating Fever                   | Han Jing                                 | Republica Populară Chineză                      | [ 16 ]        |
| 2013 | Don Jon                        |                                          |                                                 |               |
| 2013 | Goddess                        |                                          |                                                 |               |
| 2013 | Love Story                     | Guan Er                                  | Republica Populară Chineză                      | [ 17 ]        |
| 2013 | Sunshine Love                  | Jo Eun-sung                              | Coreea de Sud                                   | [ 18 ]        |
| 2014 | About Last Night               |                                          |                                                 |               |
| 2014 | Bad Sister                     | Kim Tae-kyun                             | Republica Populară Chineză                      | [ 19 ]        |
| 2014 | Break Up 100                   | Lawrence Cheng                           | Hong Kong                                       | [ 20 ]        |
| 2014 | Café. Waiting. Love            | Chiang Chin-lin                          | Taiwan                                          | [ 21 ]        |
| 2014 | Crazy Love                     | Cong Yi                                  | Republica Populară Chineză                      | [ 22 ]        |
| 2014 | Deng Ni Zhui Wo                | Gao Genrong, Xie Lianghong               | Republica Populară Chineză                      | [ 23 ]        |
| 2014 | Don't Go Breaking My Heart 2   | Johnnie To                               | Hong Kong · Republica Populară Chineză          |               |
| 2014 | Entertainment                  | Akshay Kumar                             | India                                           |               |
| 2014 | Fiji Love                      | Tao Sheng                                | Republica Populară Chineză                      | [ 24 ]        |
| 2014 | Forever Love                   | Zhao Yiran, Wei Jie                      | Republica Populară Chineză                      | [ 25 ]        |
| 2014 | Girls                          |                                          | Republica Populară Chineză                      |               |
| 2014 | Give Seven Days                | Tang Xu                                  | Republica Populară Chineză                      | [ 26 ]        |
| 2014 | Kung Fu Angels                 | Herman Yau                               | Hong Kong · Republica Populară Chineză          | [ 27 ]        |
| 2014 | Laggies                        | Lynn Shelton                             | Statele Unite ale Americii                      |               |
| 2014 | Let Hoi Decide                 | Charlie Nguyen                           | Vietnam                                         | [ 28 ]        |
| 2014 | Lust for Love                  |                                          |                                                 |               |
| 2014 | Magic in the Moonlight         | Woody Allen                              | Statele Unite ale Americii                      |               |
| 2014 | Meet Miss Anxiety              | Kwak Jae-yong                            | Republica Populară Chineză                      | [ 29 ]        |
| 2014 | My Geeky Nerdy Buddies         | Kevin Chu                                | Taiwan · Republica Populară Chineză · Hong Kong | [ 21 ] [ 30 ] |
| 2014 | Nature Law                     | Li Jian, Qiu Zhongwei                    | Republica Populară Chineză · Singapore          | [ 31 ]        |
| 2014 | Playing It Cool                | Justin Reardon                           | Statele Unite ale Americii                      |               |
| 2014 | Sei Lá                         |                                          | Portugalia                                      |               |
| 2014 | That Awkward Moment            | Tom Gormican                             | Statele Unite ale Americii                      |               |
| 2014 | Who Moved My Dream             | Wang Wei, Jackson Pat                    | Republica Populară Chineză                      | [ 32 ]        |
| 2014 | Women Who Flirt                | Pang Ho-cheung                           | Republica Populară Chineză · Hong Kong          | [ 33 ]        |
| 2015 | Ahora o nunca                  | María Valverde, Dani Rovira, Clara Lago  | Spania                                          | [ 34 ] [ 35 ] |
| 2015 | Bhale Bhale Magadivoy          | Nani                                     | India                                           |               |
| 2015 | Crazy New Year’s Eve           | Eva Jin, Pan Anzi, Zhang Jiarui, Song Di | Republica Populară Chineză                      | [ 36 ]        |
| 2015 | Dolly Ki Doli                  | Abhishek Dogra                           | India                                           |               |
| 2015 | A Dramatic Night               | Ha Ki-ho                                 | Coreea de Sud                                   | [ 37 ]        |
| 2015 | Follow Me My Queen             | Liu Xin                                  | Republica Populară Chineză                      | [ 38 ]        |
| 2015 | I'll Never Lose You            | Tian Meng                                | Republica Populară Chineză                      | [ 39 ]        |
| 2015 | Love Clinic                    | Aaron Kim                                | Coreea de Sud                                   | [ 40 ]        |
| 2015 | Love Without Distance          | Aubrey Lam                               | Republica Populară Chineză                      | [ 41 ]        |
| 2015 | Lovers & Movies                | Niu Chaoyang                             | Republica Populară Chineză                      | [ 42 ]        |
| 2015 | My New Sassy Girl              | Jo Geun-sik                              | Coreea de Sud · Republica Populară Chineză      | [ 43 ] [ 44 ] |
| 2015 | One Night Stud                 | Li Xinman                                | Republica Populară Chineză                      | [ 45 ]        |
| 2015 | Paris Holiday                  | James Yuen                               | Republica Populară Chineză                      | [ 46 ]        |
| 2015 | The Right Mistake              | Wang Ning                                | Republica Populară Chineză                      | [ 47 ]        |
| 2015 | That Thing Called Tadhana      | Antoinette Jadaone                       | Filipine                                        |               |
| 2015 | Zai Jian Wo Men De Shi Nian    | Sun Hao                                  | Republica Populară Chineză                      | [ 48 ]        |
| 2016 | Book of Love                   | Xue Xiaolu                               | Republica Populară Chineză · Hong Kong          | [ 49 ] [ 50 ] |
| 2016 | Kōdai-ke no Hitobito           | Masato Hijikata⁠(ja)[traduceți]           | Japonia                                         | [ 51 ]        |
| 2016 | Like for Likes                 | Park Hyeon-jin                           | Coreea de Sud                                   | [ 52 ] [ 53 ] |
| 2016 | The Rise of a Tomboy           | Guo Dalei                                | Republica Populară Chineză                      | [ 54 ] [ 55 ] |